# São Lucas pintando a Virgem Maria

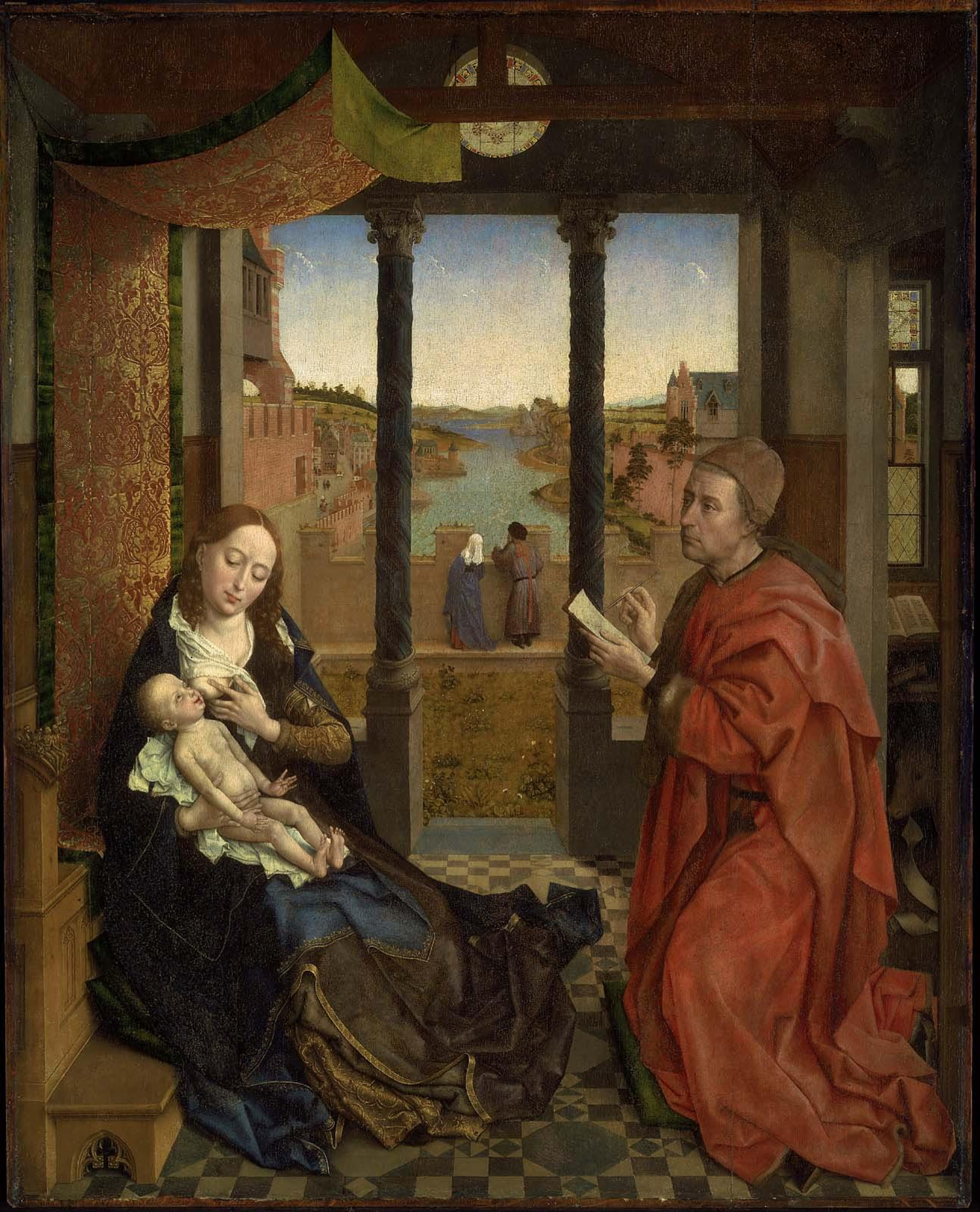
São Lucas pintando a Virgem Maria - Rogier van der Weyden - Museu de Belas Artes de Boston

São Lucas pintando a Virgem Maria é um tema devocional na arte que mostra Lucas, o Evangelista, pintando a Virgem Maria com o Menino Jesus. Tais pinturas foram muitas vezes criadas durante o Renascimento para capelas de São Lucas em igrejas europeias, e frequentemente lembram a composição do Salus Populi Romani, um ícone baseado na tradição católica do retrato feito por Lucas de Maria. Versões do assunto, às vezes, eram pintadas como a obra-prima que muitas guildas exigiam que um artista apresentasse antes de receber o título de mestre.

## História

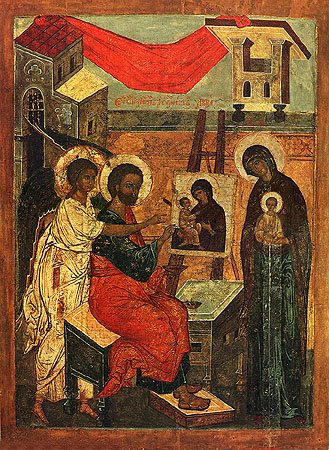
século XVI - Versão Russa da Teótoco de Vladimir

Embora não tenha sido incluída na imagem canônica da Vida da Virgem Maria, a cena tornou-se cada vez mais popular à medida que São Lucas ganhou seus próprios seguidores devocionais como o santo padroeiro dos artistas em geral, e mais especificamente como santo padroeiro da Guilda de São Lucas, o nome mais comum das guildas de pintores locais. A tradição de São Lucas como autor dos primeiros ícones cristãos havia sido desenvolvida em Bizâncio durante a Controvérsia Iconoclasta, como atestam fontes do século VIII. No século XI, uma série de imagens começou a ser atribuída à sua autoria e venerada como retratos autênticos de Cristo e da Virgem Maria. No final da Idade Média e no Renascimento, a ascensão de Lucas acompanhou um aumento no status dos próprios pintores, enquanto antes do Renascimento, as guildas de escultores e seus artesãos associados - que também incluía pedreiros e arquitetos, já que todos trabalhavam com pedra, tendiam a ser mais bem vistos do que os pintores. Muitas guildas de São Lucas eram associações de conglomerados de várias profissões, incluindo pintores, misturadores de tintas, iluminadores de livros e vendedores de todas essas coisas. Os fabricantes de selas também eram membros dessas guildas: como iluminadores, que trabalhavam com velino, eles também pintavam em couro ao criar o colorido arreio militar da época.

## Primeiras Versões
A versão mais antiga conhecida deste tema na arte bizantina é uma miniatura do século XIII em um saltério grego preservado no Mosteiro de Santa Catarina no Monte Sinai. O tema aparece na arte ocidental na segunda metade do século XIV (miniatura no Evangeliário de Johannes von Troppau, agora em Viena) e será frequentemente representado na arte italiana e na holandesa do século XV.  A versão de Rogier van der Weyden é a mais antiga conhecida na pintura holandesa. Está em Boston e cujas cópias estão em Bruges, onde foi originalmente pintada, Antiga Pinacoteca (Munique) e no Hermitage.

## Galeria

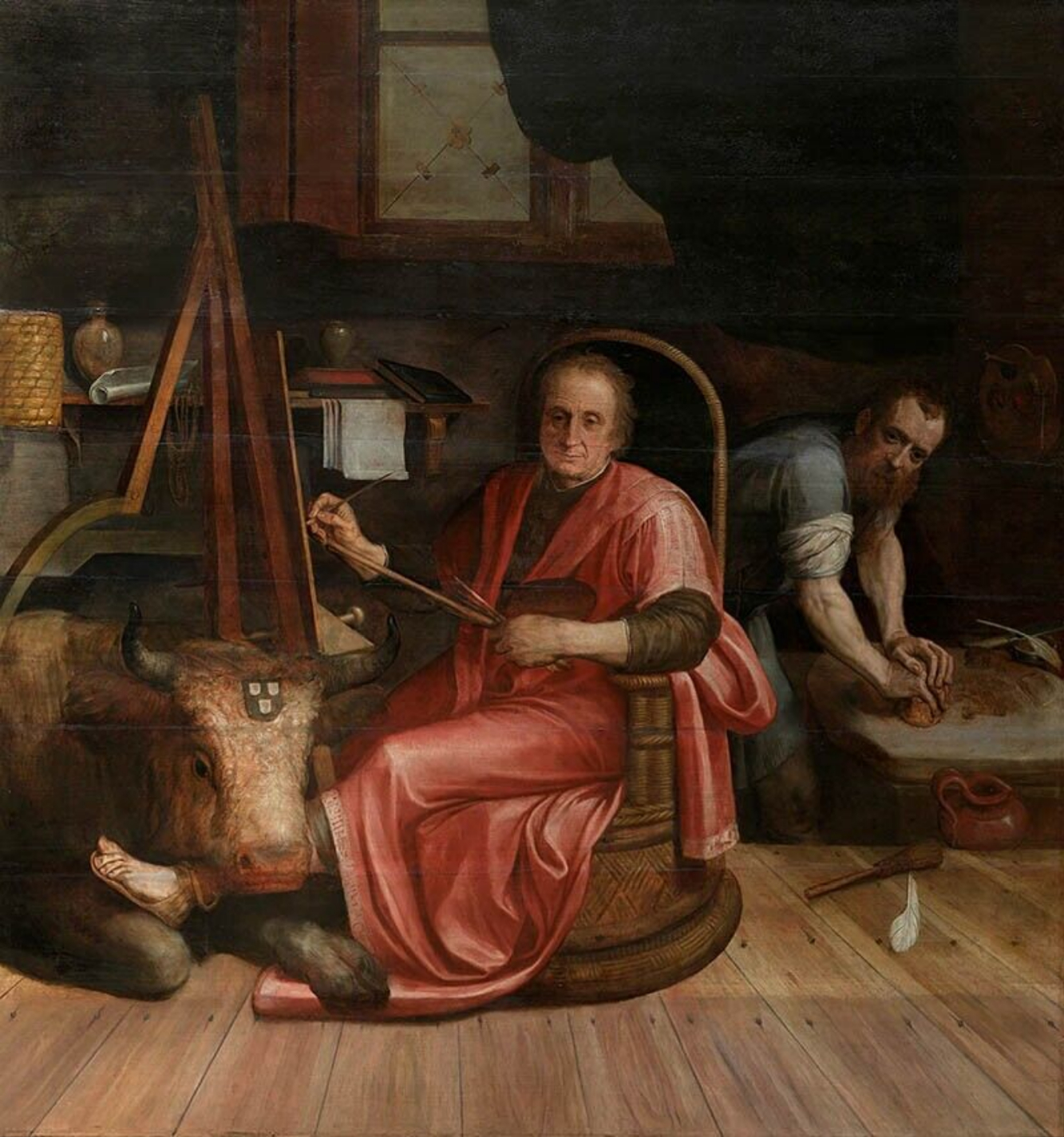
São Lucas retratando a Virgem, Frans Floris - c. 1560
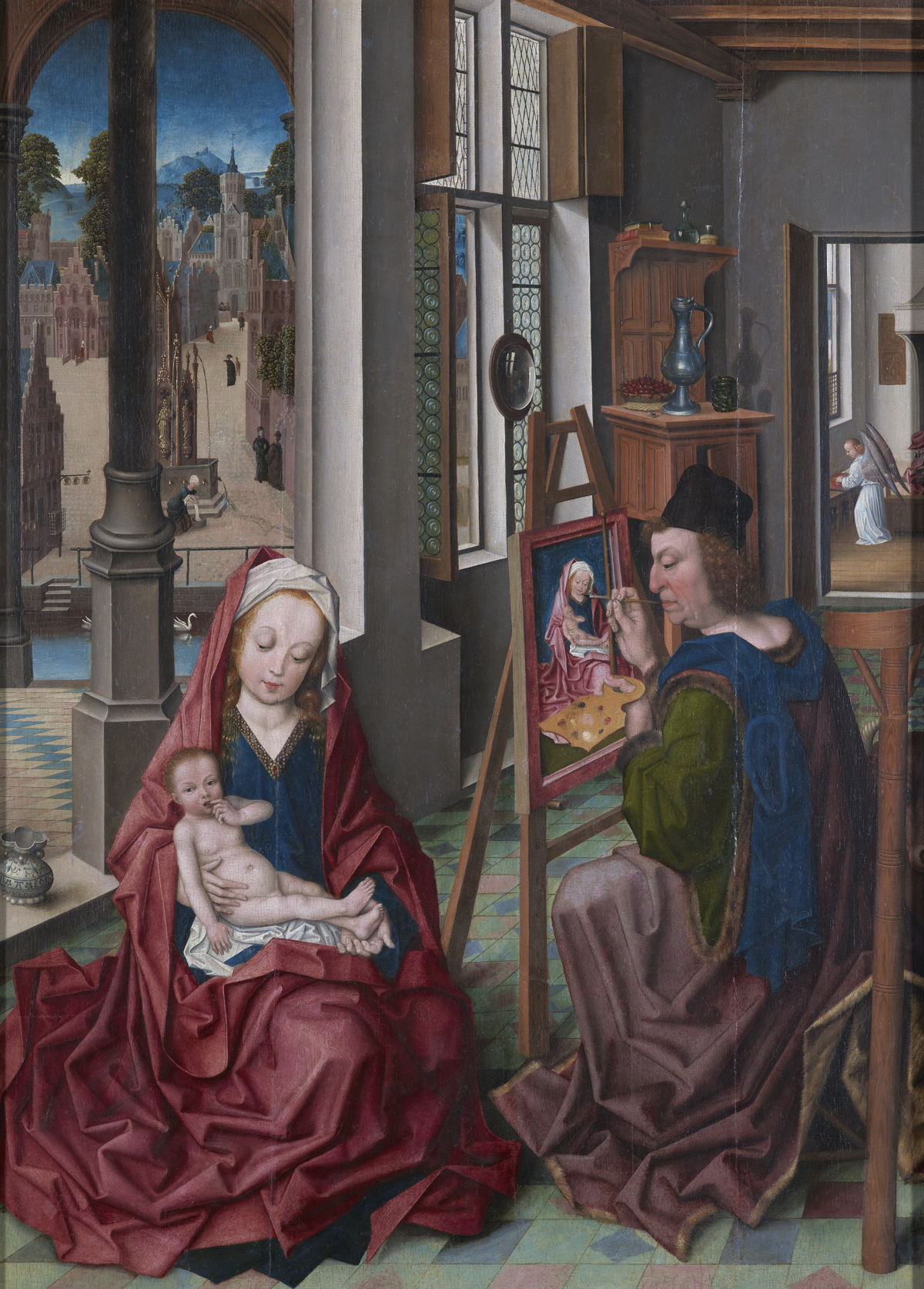
Derick Baegert, circa 1470
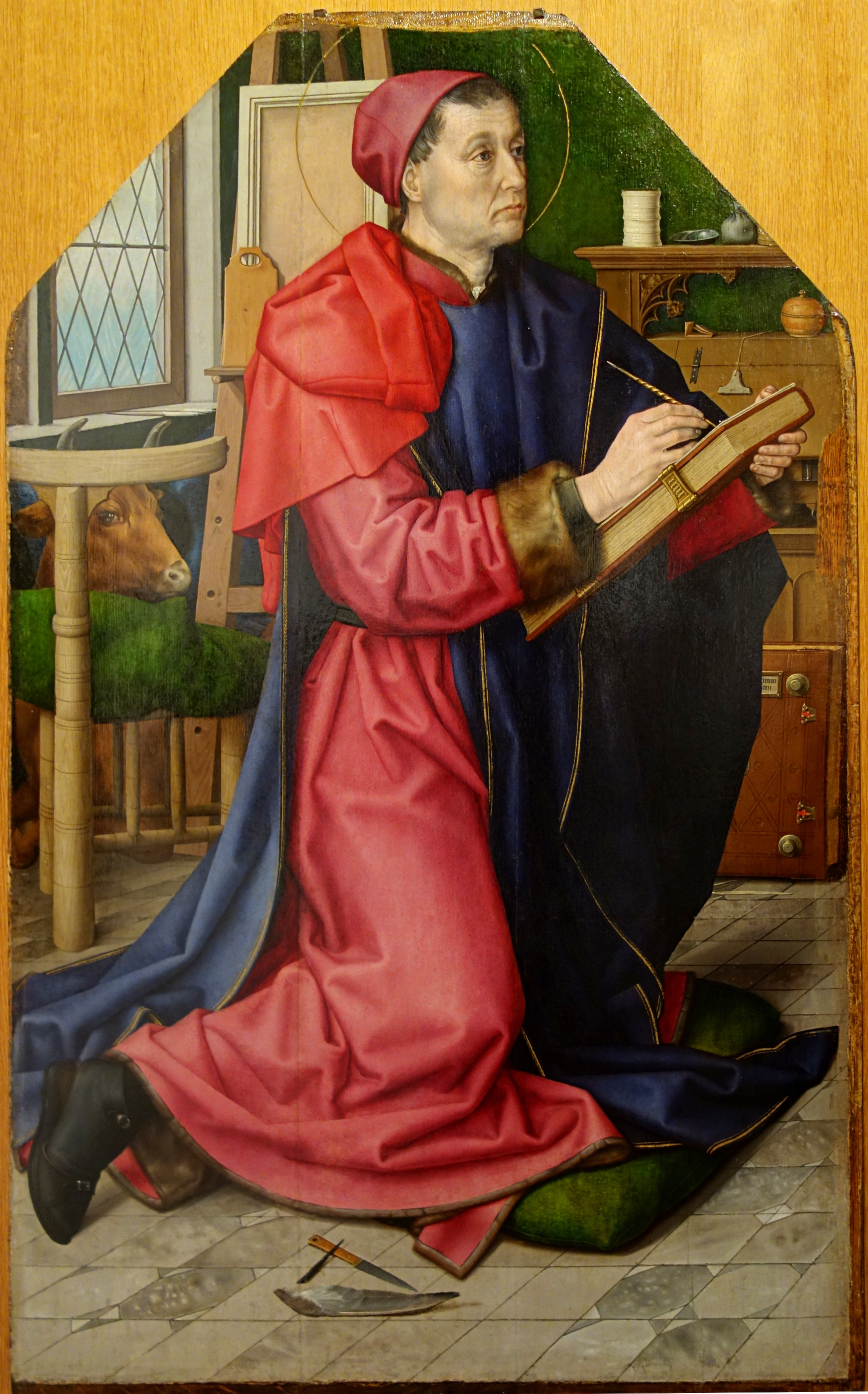
Hugo van der Goes, 1490s
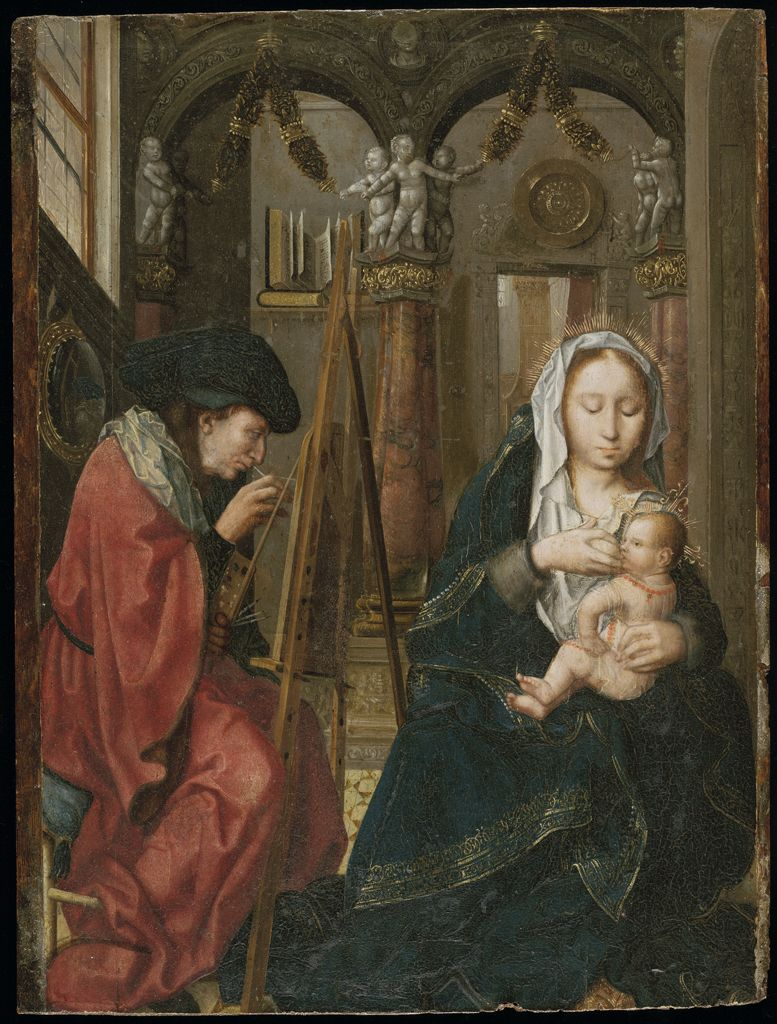
Mestre do Sangue Sagrado, 1510s
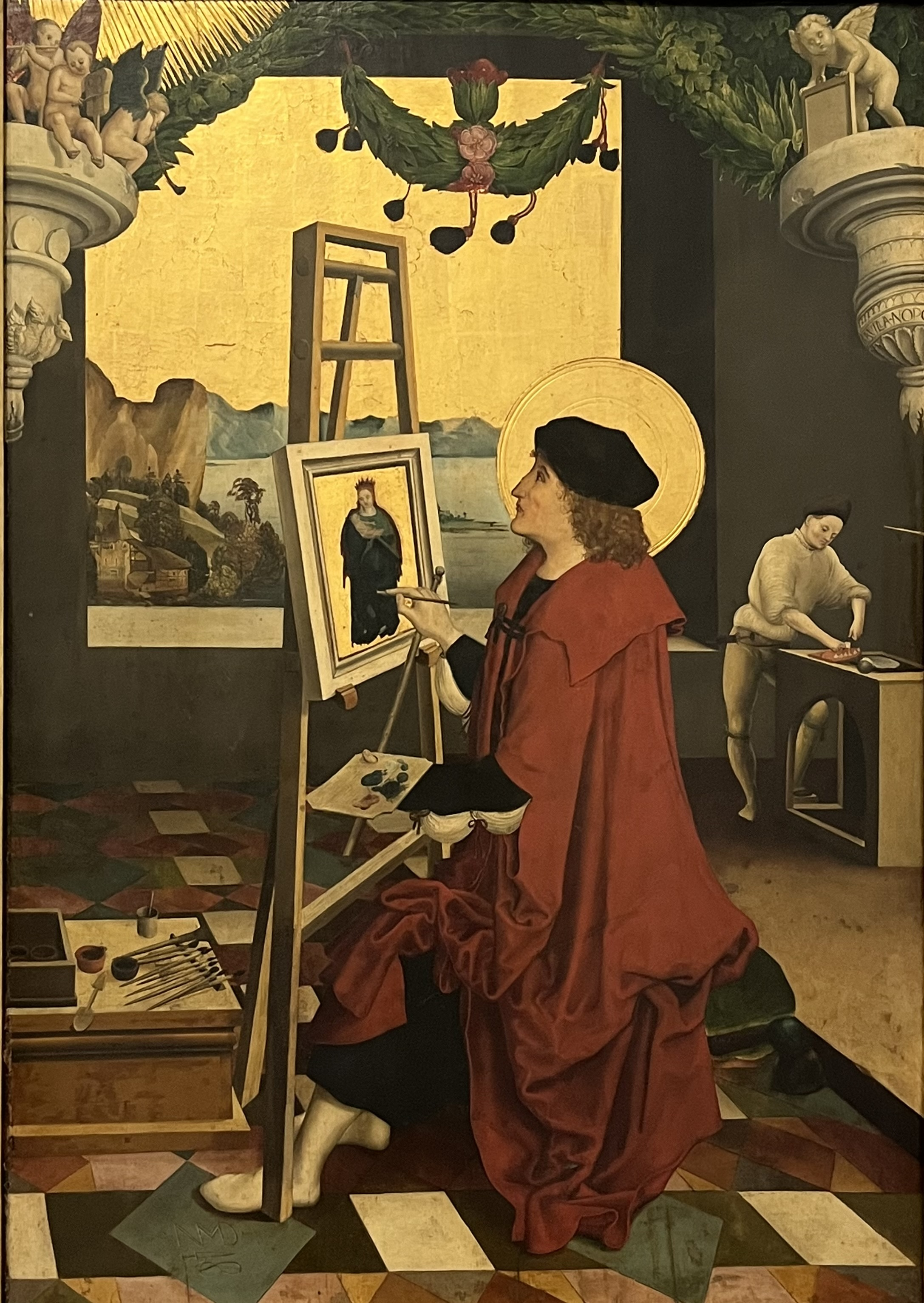
Niklaus Manuel